# Maurice Barragué
Pas d'image ? Cliquez ici

a Compétitions nationales et continentales officielles uniquement.

b Matchs officiels uniquement.
Maurice Barragué (né le 29 juillet 1974) est un joueur français de rugby à XV. 

## Biographie
Maurice Barragué jouait au poste de numéro huit dans le club français de Tarbes PR (1,93 m pour 113 kg). Il a arrêté sa carrière en 2007 à la suite d'une blessure à un genou.
Il a commencé brillamment sa carrière au Boucau Tarnos Stade, son club formateur, avec lequel il fut international Juniors et où il évolua jusqu'en 1993 en équipe 1re (en 2e Division). Il promettait alors d'être un des meilleurs joueurs à son poste. Par la suite, il signa au FC Lourdes, alors qu'il était junior dernière année, avant de rejoindre le CA Bègles-Bordeaux.

## Carrière

### Clubs successifs
- -1993 :  Boucau Tarnos Stade
- 1994-1996 :  FC Lourdes
- 1996-1999 :  CA Bègles-Bordeaux
- 2000-2002 :  SU Agen
- 2002-2004 :  Section paloise
- 2004-2007 :  Tarbes PR

### Palmarès
- Championnat de France de rugby à XV :
  - Finaliste (1) : 2002